# 康定情歌

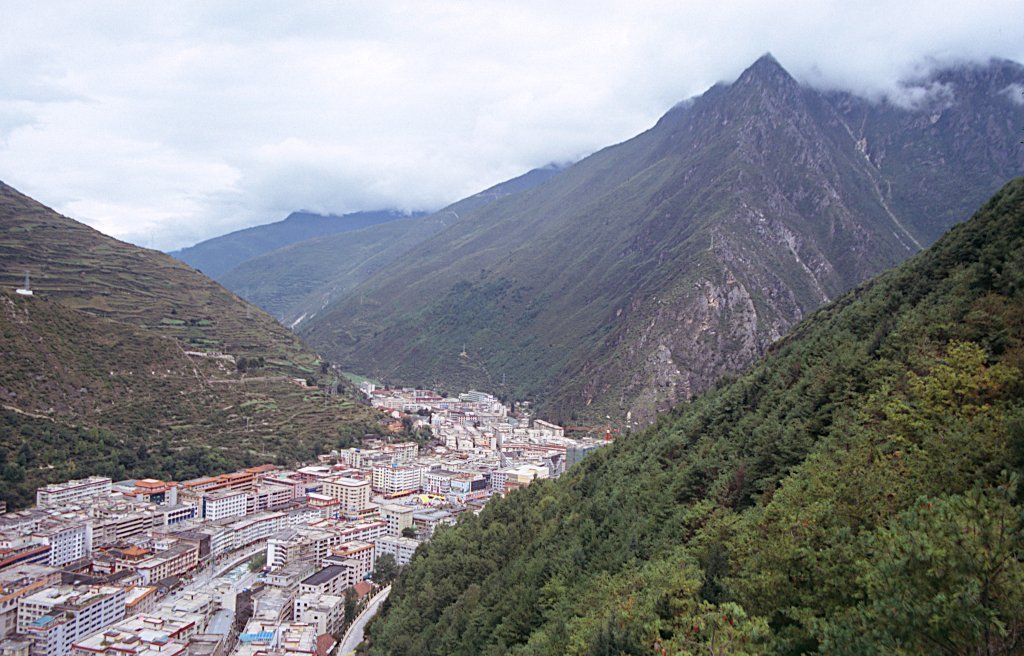
康定

《康定情歌》是中國西南地區康區民謠，用詞清新婉柔，歌詞內有藏詞「溜溜調」。

## 历史
1946年（民國35年）5月，福建人吳文季在渝遊學，朋友推薦他為甘孜國軍音樂教官。他借此机会收集当地民歌二百多首，其中有一首歌名為《跑馬溜溜的山上》的，就改編為《康定情歌》，得名自當時西康省省會康定。
1947年（民國36年），江定仙以譜伴奏。喻宜萱在中國首演，並將其演奏傳至巴黎。

## 研究

### 《康定情歌》的来历重考
《康定情歌》是康定北关外雅拉沟一带农牧民民歌，属于“溜溜调”，本来只有前三段。1940年代前期，康定的少年儿女会在“伴花夜”（陪新娘欢度婚前之夜）或打趣“儿女之情”时唱这首歌，词中“李家大姐”、“张家大哥”，通常要临时改唱成眼前女方和男方的姓氏。抗战时期，在重庆这首民歌的最早采集者是音乐家郑沙梅，他当时是国立戏剧专科学校教授，也在界石场国立边疆学校任教，在1944年秋采集康区民歌时，康定学生曹素芳、乔淑媛、李培源、孙玉华等给他唱了不少民歌，其中就有“跑马溜溜的山上”这一首。
现在传唱的第四段“世间男子任你爱，世间女子任我求”，是省立康定中学初中部学生张润蕖、王淑秀、铁静芳等在1945年春加入的。其词来自国文课中吴芳吉《婉容词》。根据《甘孜日报》原总编辑郭昌平的考证，第四段并不为会唱老“溜溜调”的康定人所熟知。
有人说《康定情歌》是吴文季在中央训练团受训时，或在泸县青年军夏令营工作时从康定人中的。但事实上，这两个单位当时并无康定青年。也有说他是在康定赶集市收集到的，事实上，康定少年多会唱民歌，而康定“百日场”周围五十里并无集市。
最先公开演唱此曲的喻宜萱，抗战胜利时是国立湖北师范学院音乐系主任，郑沙梅也曾应聘到该院任教，彼此熟悉，其教学成果是易于交流的。解放前印行的名歌集，《康定情歌》的曲词作者都是佚名。
1996年，甘孜州政府曾悬赏1万元寻找《康定情歌》的作者。策划此事的《甘孜日报》原总编辑郭昌平后来于2019年完成《我们的〈康定情歌〉》一书。

### 《康定情歌》作者质疑
网上有“宣汉人李依若1930年前在成都上大学，与康定女同学李某相爱，曾到康定，为纪念恋情编了这首歌”的说法，这个“龙门阵”，康定八九十岁的老同学都没听说过。据《康定县志》记载，1931年前，康定只有女子师范传习所；1934年中央政治学校在康定设分校，只是个男女合校的简易师范部。甘孜州文史办公室1987年编印的《西康史拾遗》的记载：女子师范传习所有黄桂芳、邓育英等；简易师范部有李秀贞、沙淑娴等，这四人都是1935年前后离开康定到南京读蒙藏学校的西康班（相当于高中）。在此之前，康定就没有读大学的女生。《康定县志》所载康定情歌，也无词曲编者。

## 关于跑马山

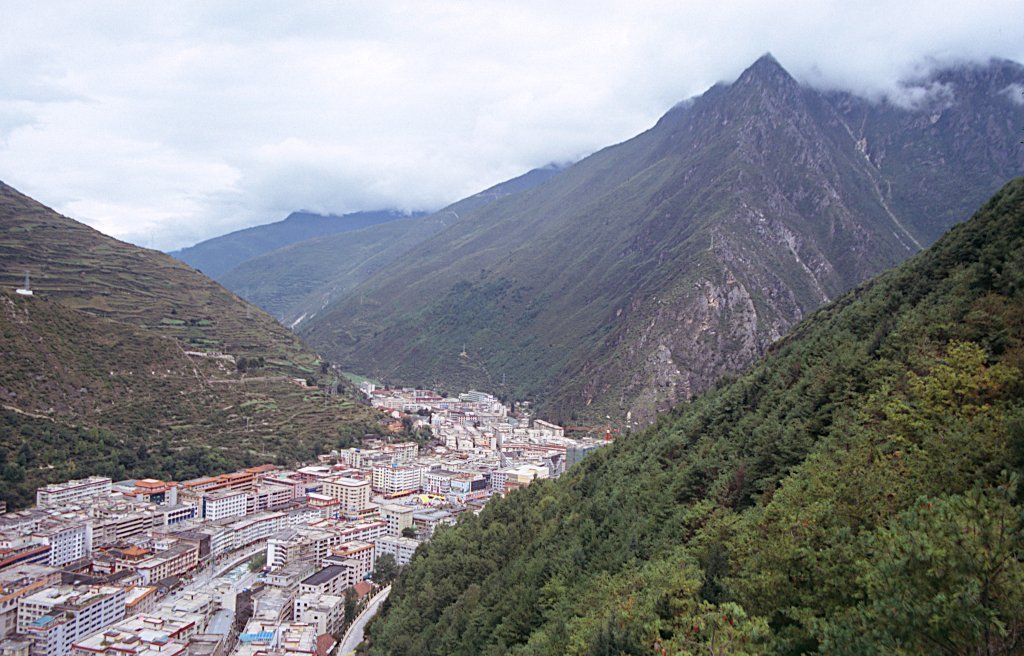
跑马山

康定情歌中提到的“跑马溜溜的山”，很多人认为可能是一座非常大的山脉，实际情况并非如此。官方认为的跑马山目前位于中国四川甘孜州康定县城边缘，实际上只是一座很小的山包，并非想象中的绵延不绝的山脉。
康定现在是一个小县城，是传统的“人区”，有著名的公主桥和将军桥，往上走可以遥想当年文成公主和圣主松赞干布相遇行礼的情景：流水千年，此情依然。跑马山有凸起的独峰，四季有风，于其顶可以鸟瞰大部分县城。